# محمد جابر الصباح
محمد جابر صباح سياديالشهير باسم محمد جابر الصباح (ولد في 1931 في المحرق، البحرين - توفي في 8 أبريل 2013 في السلمانية، البحرين) سياسي وكاتب عمود بحريني. شغل سابقا عضوية المجلس الوطني من 1973 إلى حله في عام 1975.

## النشأة والتعليم
ولد الصباح في العام 1931 في المحرق شمال شرق البحرين.

## المسيرة السياسية
عُرف بمواقفه الداعمة للديمقراطية والحقوق ومحاربته للطائفية طيلة تاريخه النضالي الممتد لعقود. تاريخه النضالي يعود إلى ما قبل الخمسينات. بدأ نشاطه السياسي في منظمة الشباب العربي في البحرين حيث كان النشاط القومي العروبي في ذلك الوقت في أوجه. كان أحد القادة الميدانيين لانتفاضة مارس 1965 أثناء فترة الاستعمار البريطاني. وبعد هزيمة يونيو 1967 تحول الصباح من حركة القوميين العرب إلى اليسار البحريني كردة فعل على فشل القيادة الناصرية في تحقيق النصر والتسبب في تلك الهزيمة الكارثية وانضم إلى جبهة التحرير الوطني - البحرين.
بعد نيل البحرين استقلالها انضم الصباح إلى كتلة الشعب اليسارية والتي استطاع من خلالها الفوز بعضوية المجلس التأسيسي في عام 1972 عن إحدى دوائر المحرق. ثم انتخب مجددا لعضوية المجلس الوطني في عام 1973. وعندما كان عضوا في المجلس الوطني حزم حقائبه ومعه قائمة بالسلع الاستهلاكية وسافر إلى إيران والكويت ووضع مقارنة بين الأسعار حيث تمكن من الكشف بالأرقام حجم الغلاء في البحرين ومتوسط الدخل لدى العامة البسطاء.
في 1 مايو 1974 كانت كتلة الشعب تسعى للاحتفال بعيد العمال لأول مرة بشكل علني بنادي البحرين في المحرق ولكن الشرطة منعت المهرجان العمالي تحت ذريعة التدخل في السياسة فما كان منه إلا أن أخبر الضابط: «أن هناك مخابرات كثيرين منكم هنا.. لماذا يتدخلون في السياسة ويتجسسون على خلق الله ويمنعونهم من حرية التعبير السلمي والاحتفال بعيد العمال العالمي؟».
بسبب قيادته لحركة المعارضة داخل المجلس الوطني لمنع فرض قانون أمن الدولة فقد تم حل المجلس الوطني من قبل الأمير عيسى بن سلمان آل خليفة في 26 أغسطس 1975 ثم اعتقال في عام 1976 لعدة سنوات في ظل قانون أمن الدولة حينها. يعتبر أحد أبرز وجوه الحركة الدستورية في التسعينات من خلال دوره في لجنتي العريضة النخبوية والشعبية عامي 1992 و1994.
بعد عودة الحياة الدستورية في البحرين في عام 2001 كان الصباح من مؤسسي جمعية المنبر الديمقراطي التقدمي اليسارية وأحد وجوهه البارزة فيه وأول رئيس للهيئة الاستشارية فيه عام 2001.
في عام 2011 وقف الصباح في صف جمعية الوفاق الوطني الإسلامية الشيعية وجمعية العمل الوطني الديمقراطي اليسارية في الاحتجاجات الشعبية التي طلبت من نظام الحكم بطريقة سلمية بالمزيد من الديمقراطية في البلد ولكن بسبب تحول الاحتجاجات السلمية إلى عنف وتخريب من قبل التحالف من أجل الجمهورية فقد استعان الحكم بقوات درع الجزيرة لاخماد هذه الاحتجاجات.
كتب في عدة صحف ومنها صحيفة الوسط البحرينية وله مقالات تناول فيها مختلف المواضيع وله عدة أبحاث.

## الحياة الشخصية
متزوج وله ثمانية من الأبناء.

## الوفاة
عانى الصباح من عدة أمراض مزمنة وحدثت له مشكلة في الكلى لكن حالته استقرت وبعد ذلك حدثت له مضاعفات بسبب الأمراض الأخرى التي كان يعاني منها قبل قرابة تسعة أشهر من وفاته. وأصيب بجلطة أدت إلى بتر رجله وبعدها وقعت له مضاعفات أدت إلى وفاته في مستشفى السلمانية عن عمر بلغ 83 عام وذلك في 8 أبريل 2013. وتم تشييعه في صباح اليوم التالي في مقبرة المحرق بالقرب من رفيق الدرب في النضال عبد الرحمن محمد النعيمي حسب وصيته.
نعاه أمين عام جمعية المنبر الديمقراطي التقدمي السابق حسن مدن بقوله: «كان محمد جابر الصباح مناضل شجاع من أجل الديمقراطية وحقوق الشعب وعدو لدود للطائفية. كان أحد أعضاء كتلة الشعب في المجلس الوطني في السبعينات وصوت شجاع في البرلمان من أجل الديمقراطية وضد الفساد».
وأقامت جمعية العمل الوطني الديمقراطي حفل تأبين له حيث قال القائم بأعمال الأمين العام رضي الموسوي: «لقد قدم فقيدنا الغالي تضحيات جسيمة خلال تاريخه النضالي الذي زاد على نصف قرن من الزمن، اعتقل وطورد وشرد، لكنه بقى متمسكا بمواقفه النضالية الوطنية الجامعة...».